# Богата (Сучава)
Богата (рум. Bogata) — село у повіті Сучава в Румунії. Входить до складу комуни Бая.
Село розташоване на відстані 330 км на північ від Бухареста, 27 км на південь від Сучави, 109 км на захід від Ясс.

## Населення
За даними перепису населення 2002 року у селі проживали 1348 осіб. Усі жителі села рідною мовою назвали румунську.
Національний склад населення села:
| Національність | Кількість осіб | Відсоток |
| -------------- | -------------- | -------- |
| румуни         | 1340           | 99,4%    |
| цигани         | 8              | 0,6%     |